# Billy Vunipola
Pour les articles homonymes, voir Vunipola.

a Compétitions nationales et continentales officielles uniquement.

b Matchs officiels uniquement.
Dernière mise à jour le 14 septembre 2023.
Viliami « Billy » Vunipola , né le 3 novembre 1992 à Sydney (Australie), est un joueur international anglais d'origine tongienne de rugby à XV, qui évolue en Top 14  au Montpellier Hérault Rugby au poste de troisième ligne centre.
Son père Fe'ao Vunipola est un joueur international tongien de rugby à XV et son frère, Mako Vunipola, est également international anglais et joueur des Saracens. Il est aussi le cousin de Carwyn Tuipulotu et Sisilia Tuipulotu.

## Biographie

### Jeunesse et formation
Billy Vunipola est originaire de Sydney, en Australie, et est le fils de l'ancien rugbyman international tongien Fe'ao Vunipola qui a émigré au Royaume-Uni dans les années 1990 pour jouer à Pontypool au pays de Galles. Son frère Mako Vunipola est également international anglais de rugby à XV. Il a grandi avec ce dernier en banlieue de Newport, au Pays de Galles, tout en étant très proche d'un autre futur rugbyman d'origine tongienne : Taulupe Faletau.

### Début de carrière aux Wasps (2011-2013)
Billy Vunipola fait ses débuts professionnels avec les Wasps le 30 janvier 2011, à seulement 19 ans durant la saison 2010-2011, lors d'un match de Coupe anglo-galloise contre les Harlequins. Pour sa première saison, il joue quatre matchs et marque un essai.
Il gagne un peu de temps de jeu la saison suivante en 2011-2012 en jouant neuf rencontres, dont sept titularisations. Il continue de jouer et de progresser durant la saison 2012-2013 et est alors considéré comme l'un des joueurs les plus prometteurs d'Angleterre. Il est notamment sélectionné avec les England Saxons, l'équipe réserve du XV de la Rose, en janvier 2013 et s'est ensuite entraîné avec l'équipe d'Angleterre senior pendant le Tournoi des Six Nations 2013.

### Saracens et équipe d'Angleterre (2013-2024)
En 2013, Billy Vunipola rejoint les Saracens où joue notamment son frère, Mako. Il est alors l'un des joueurs les plus prometteurs du championnat anglais.
À l'issue de la saison 2015-2016, il est nommé dans l'équipe type de Premiership.
Durant la saison 2018-2019, les Saracens se qualifient dans un premier temps en finale de la Coupe d'Europe et affrontent les Irlandais du Leinster. Vunipola est titulaire en troisième ligne avec Maro Itoje et Jackson Wray et son équipe s'impose sur le score de 20 à 10,. Il remporte ainsi cette compétition pour la troisième fois de sa carrière. De même en championnat, les Saracens atteignent la finale où ils jouent contre Exeter. Billy Vunipola est de nouveau titulaire aux côtés d'Itoje et Wray et les siens l'emportent sur le score de 34 à 37,.
En juillet 2019, il est sélectionné en équipe nationale pour préparer la Coupe du monde 2019.
Les Saracens réalisent ensuite une bonne saison 2019-2020 sur le plan sportif, cependant, le club est relégués administrativement en deuxième division à partir de la saison suivante à cause du non-respect du plafond salarial. Malgré cette situation, Billy Vunipola décide de rester fidèle à son club et de continuer à jouer avec, même en deuxième division. Il joue ainsi la saison 2020-2021 en Championship, la deuxième division anglaise. Il participe à huit rencontres de championnat, qui voit son équipe se qualifier en finale. Les Sarries affrontent les Ealing Trailfinders et s'imposent facilement 60-0 à l'aller et 57-15 au retour avec un notamment deux essai de Vunipola. Les Saracens sont donc de retour en première division après seulement une saison jouée à l'échelon inférieur.
En 2021-2022, pour le retour des Saracens dans l'élite du rugby anglais, il joue 21 matchs, tous en tant que titulaire et marque quatre essais. Son club est éliminé en demi-finale du Challenge européen par le RC Toulon. Cependant, en championnat il retrouve la finale de la compétition, trois ans après sa dernière, après avoir éliminé les Harlequins champions en titre. Pour cette nouvelle finale face à Leicester, Billy Vunipola est titulaire en troisième ligne, accompagné par Ben Earl et Theo McFarland et joue 75 minutes avant d'être remplacé par Jackson Wray. Finalement, les siens sont battus en toute fin de match à cause d'un drop de Freddie Burns. En parallèle, alors qu'il est l'un des cadres de la sélection anglaise, il n'est pas sélectionné par Eddie Jones pour le Tournoi des Six Nations 2022. En effet, le sélectionneur a décidé de se passer de plusieurs joueurs importants de l'équipe comme son frère Mako ou encore George Ford. Il fait toutefois son retour en équipe nationale pour la tournée d'été en Australie de la même année.
La saison suivante, en 2022-2023, Les Saracens sont d'abord éliminé en quarts de finale de la Champions Cup par le Stade rochelais mais qui atteignent ensuite la finale du championnat. Billy Vunipola ne participe cependant pas à cette finale remportée 35-25 face aux Sale Sharks à cause d'une blessure au genou,. Toujours pas remis de sa blessure à l'issue de cette saison, il n'est pas sélectionné dans le groupe anglais pour préparer la Coupe du monde 2023, mais est toujours considéré comme un prétendant au groupe final,. Quelques semaines plus tard, il est retenu dans le groupe final pour participer au Mondial,.

## Statistiques en équipe nationale
- 74 sélections
- 45 points (9 essais)
- Sélections par années : 5 en 2013, 7 en 2014, 9 en 2015, 11 en 2016, 2 en 2017, 2 en 2018, 15 en 2019, 5 en 2020, 5 en 2021, 7 en 2022, 6 en 2023
- Tournoi des Six Nations disputés : 2014, 2015, 2016, 2017, 2019, 2020, 2021

Billy Vunipola dispute trois éditions de la Coupe du monde, en 2015, où il obtient deux sélections, contre les Fidji et le pays de Galles. En 2019, il dispute six rencontres contre les Tonga, les États-Unis, l'Argentine, l'Australie, la Nouvelle-Zélande et l'Afrique du Sud. Enfin, en 2023, il prend part à cinq rencontres, contre le Japon, le Chili, les Samoa, les Fidji, et l'Afrique du Sud.

## Palmarès

### En club
- Saracens
  - Finaliste du Championnat d'Angleterre en 2014 et 2022
  - Vainqueur du Championnat d'Angleterre en 2015, 2016, 2018, 2019 et 2023
  - Vainqueur de la Coupe d'Europe en 2016, 2017 et 2019
  - Vainqueur du Championnat d'Angleterre de 2e division en 2021

### En équipe nationale
- Angleterre -20
  - Vainqueur du Tournoi des Six Nations des moins de 20 ans en 2012

- Angleterre
  - Vainqueur du Tournoi des Six Nations en 2016 (Grand Chelem), 2017 et 2020
  - Vainqueur de la Triple Couronne en 2016 et 2020
  - Finaliste de la Coupe du monde en 2019
  - Vainqueur de la Coupe d'automne des nations en 2020
  - Troisième de la Coupe du monde en 2023

### Distinctions personnelles
- Membre de l'équipe type du Championnat d'Angleterre en 2016